# Bettina Schmitz (Ägyptologin)
Bettina Schmitz (* 24. Juli 1948 in Hamburg) ist eine deutsche Ägyptologin.

## Leben
Bettina Schmitz studierte Ägyptologie, Alte Geschichte, Keilschriftkunde sowie Vor- und Frühgeschichte in Hamburg und Heidelberg. 1975 wurde sie an der Universität Hamburg promoviert, wo sie anschließend als wissenschaftliche Mitarbeiterin tätig war. Von 1978 bis 2012 arbeitete sie als Kuratorin am Roemer- und Pelizaeus-Museums in Hildesheim.

## Schriften (Auswahl)
- Untersuchungen zum Titel S3-NJŚWT "Königssohn". Habelt, Bonn 1976, ISBN 3-7749-1370-6 (Dissertation).